# Малкинские минеральные воды
Ма́лкинские минера́льные во́ды — месторождение минеральных вод в Елизовском районе Камчатского края.
Месторождение находится на правом берегу реки Быстрой, у подошвы Малкинского хребта. В посёлке Малки Елизовского района находится завод по розливу минеральной воды.
По химической структуре источники относятся к углекислым железисто-гидрокарбонатно-натриевым водам с минерализацией 3,8 г/л. В воде содержится железо — 19,5 мг/л. Это высокий показатель. Не менее высокое содержание свободной угольной кислоты — 2,6 г/л. Температура воды у выхода — 5,6 °C.
Чуть южнее основного источника был обнаружен второй, но с большей минерализацией — 5,2 г/л, однако железа в нём содержится меньше — 11 мг/л. Воды этих двух источников по химическому регистру близки «Ессентукам № 4» и представляют большую лечебную ценность. Вода названа Малкинской. Несколько лет назад в скважине № 14, расположенной неподалёку, добыта вода, но уже аналогичная легендарной «Боржоми» — «Малкинская-1». По биохимической природе она хлоридно-гидро-карбонатно-натриевая с общей минерализацией 4,4 г/л. С 1988 года выпускается вода под единым названием «Малкинская-1». Судя по пределу минерализации от 3,7 до 5,2 г/л, она охватывает все добываемые сейчас воды Малкинского месторождения.
| «Малкинская-1» (скважина Малкинская № 14) | Концентрация, мг/л |
| ----------------------------------------- | ------------------ |
| Анионы:                                   |                    |
| HCO3−                                     | 1700—3000          |
| Cl2−                                      | 400—-800           |
| SO42−                                     | < 25               |
| Катионы:                                  |                    |
| Ca2+                                      | 30—130             |
| Mg2+                                      | 10—110             |
| Na+ + K+                                  | 900—1300           |
| Специфический компонент:                  |                    |
| H2SiO3                                    | 30—150             |
| H3BO3                                     | 50—150             |

## Показания
- Хронический гастрит с пониженной и повышенной секреторной функцией желудка
- Неосложнённая язвенная болезнь желудка
- Неосложнённая язвенная болезнь двенадцатипёрстной кишки
- Колиты
- Сахарный диабет
- Оксалурия
- Панкреатит
- Мочекислый диатез
- Ожирение
- Фосфатурия
- Хронические заболевания мочевыводящих путей

## Противопоказания
- Не употреблять в стадии обострения вышеперечисленных заболеваний